# جهاز أبو ظبي للاستثمار
جهاز أبوظبي للاستثمار (أديا)  هو صندوق سيادي تابع لحكومة أبوظبي، بدولة الإمارات العربية المتحدة. 
وقد حل جهاز أبوظبي للاستثمار «أديا» في المرتبة الرابعة بين أكبر الصناديق السيادية في العالم، بأصول بلغت 984 مليار دولار.
وقد حصل جهاز أبوظبي للاستثمار «أديا»على تصنيف «A+»و تصنيف أقوى العلامات التجارية لصناديق الثروة السيادية العالمية، حسب أحدث تقرير عن أكبر 50 شركة لإدارة الأصول وصناديق الثروة السيادية والذي أصدرته مؤسسة «براند فاينانس» في عام 2024
لم يعلن الجهاز عن القيمة الاجمالية عن الأصول التي يملكها. كنتيجة لذلك، هناك جدل حول الموارد المالية تحت تصرفه حاليا. لكن التقديرات المقبولة تتراوح بين 650- 875 مليار دولار  هي قيمة الأصول. 

## التاريخ
تأسس جهاز أبوظبي للاستثمار عام 1976 بناءً على أوامر من الشيخ زايد بن سلطان آل نهيان مؤسس دولة الإمارات العربية المتحدة. هذه الأوامر تهدف نحو استثمار الفائض من أموال الحكومة في أنواع مختلفة من الأصول ذات المخاطر القليلة. في ذلك الوقت اعتبر هذا القرار غير مألوف، حيث كان الدارج استثمار أغلب احتياطي أموال الحكومات في الذهب أو الاستثمارات قصيرة المدى في الديون. حتى في هذه الايام، تلجأ أغلب الحكومات لاستراتجية الاستثمار في الأوراق قصيرة المدى. 

## الإستثمارات
يدير الجهاز حاليا كمية ضخمة من رأس المال، ويعتبر من أضخم صناديق الإستثمار في العالم. ولكبر حجم الجهاز، أصبحت الصناديق الاستثمارية المملوكة له مؤثرة في السوق العالمي.
من أهم هذه الاستثمارات:
- في تاريخ 26 نوفمبر 2007، وافق الجهاز على استثمار 7.5 مليار دولار في مجموعة سيتي جروب، أضخم بنوك الولايات المتحدة الأمريكية. تعطي هذه الصفقة نسبة تملك تصل إلى 4.9% من قيمة البنك الواقع في نيويورك وفي ديسمبر 2009 طالب الجهاز المجموعة بتعويضات ضخمة في صفقة استثمار [10] حيث كان من المفترض تحويل السندات إلى أسهم بحسب الاتفاق عام 2007.

وعام 2010 إتفقت شركة إعمار مع الجهاز لتأسيس مشروع سكني كبير في أبوظبي

## أصول جهاز أبوظبي للاستثمار
حصل جهاز أبوظبي للاستثمار على المرتبة الرابعة في قائمة أكبر صناديق الثروة السيادية في العالم، حسب تصنيف مؤسسة (SWF Institute) المتخصصة في دراسة استثمارات الحكومات والصناديق السيادية.
سجلت أصول جهاز أبوظبي للاستثمار 853 مليار دولار بنهاية العام 2023.وارتفعت أصول جهاز أبوظبي للاستثمار عند 993 مليار دولار خلال مارس2024، بقيمة 140 مليار دولار زيادة عن العام الفائت